# Tora Oldenburg
Tora Fredrika Carlsdotter Oldenburg, född Schenström den 5 juli 1902 i Jukkasjärvi i Norrbottens län, död den 24 maj 1983, var en svensk keramiker.

## Biografi
Tora Oldenburg var dotter till civilingenjören Carl Gerhard Schenström och hans hustru Hedvig Ellen von Fieandt samt syster till Anna-Lisa Almqvist.  
Oldenburg studerade vid Heymannschule i München 1925–1926 och vid Maison Watteau i Paris 1929 därefter studerade hon keramiktillverkning i Italien 1939 och 1953 samt praktik vid olika keramikverkstäder i Danmark och Sverige. 
Hon hade en separatutställningar 1933 på Josefssons konsthall i Stockholm och deltog i flera samlingsutställningar, bland annat med Figge Fredriksson i Skånska konstsalongen 1951 och på Galerie Æsthetica 1958. Oldenburg skapade nästan uteslutande djurskulpturer i högbränt ler- och stengods.
Hon gifte sig 1929 med köpmannen Osvar Thorolf Oldenburg (1901–1961). Makarna är begravda på Boo kyrkogård.